# 椎孔

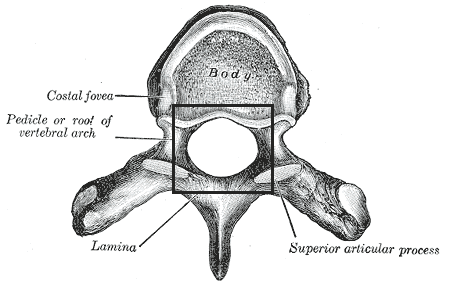
典型的な胸椎を上から見たところ。中央四角で囲まれた部分にある大きな孔が椎孔

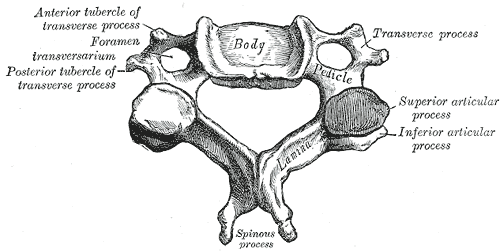
頚椎を上から見たところ。中央の大きな孔が椎孔

椎孔（ついこう、vertebral foramen）は、平均的な椎骨において前方部分（椎体）と後方部分（椎弓）の間に存在する孔のこと。ただし第一頚椎（環椎）には椎体が存在しないので、前弓と後弓の間にある孔と定義する。
椎孔は環椎から第五腰椎までのすべての椎骨に存在し、この孔の中を脊髄とそれを包む硬膜が貫いている。上から下までの椎孔を通る筒状の空間を、脊柱管と呼ぶ（脊柱管は独立した椎骨の存在しない仙骨部まで続くので、正確には椎孔の内部だけではない）。脊髄神経はここから椎間にある椎間孔（上下の椎骨の下椎切痕と上椎切痕の間にできる孔）から末梢に出ている。脊髄は成人ではおおよそ第一腰椎と第二腰椎の間で終わるが、それより下位の脊柱管の中は脊髄神経の束である馬尾が通っている。